# Францисканський монастир (Кошлюн)
Францисканський монастир Кошлюна (хорв. Franjevački samostan Košljun) — католицький францисканський монастир у Хорватії на невеликому острівці Кошлюн, розташованому в бухті острова Крк поруч із селищем Пунат. Заснований в 1447 році. Монастир — єдина будівля на острівці Кошлюн, й живуть в ньому кілька ченців — єдині місцеві постійні жителі.

## Історія

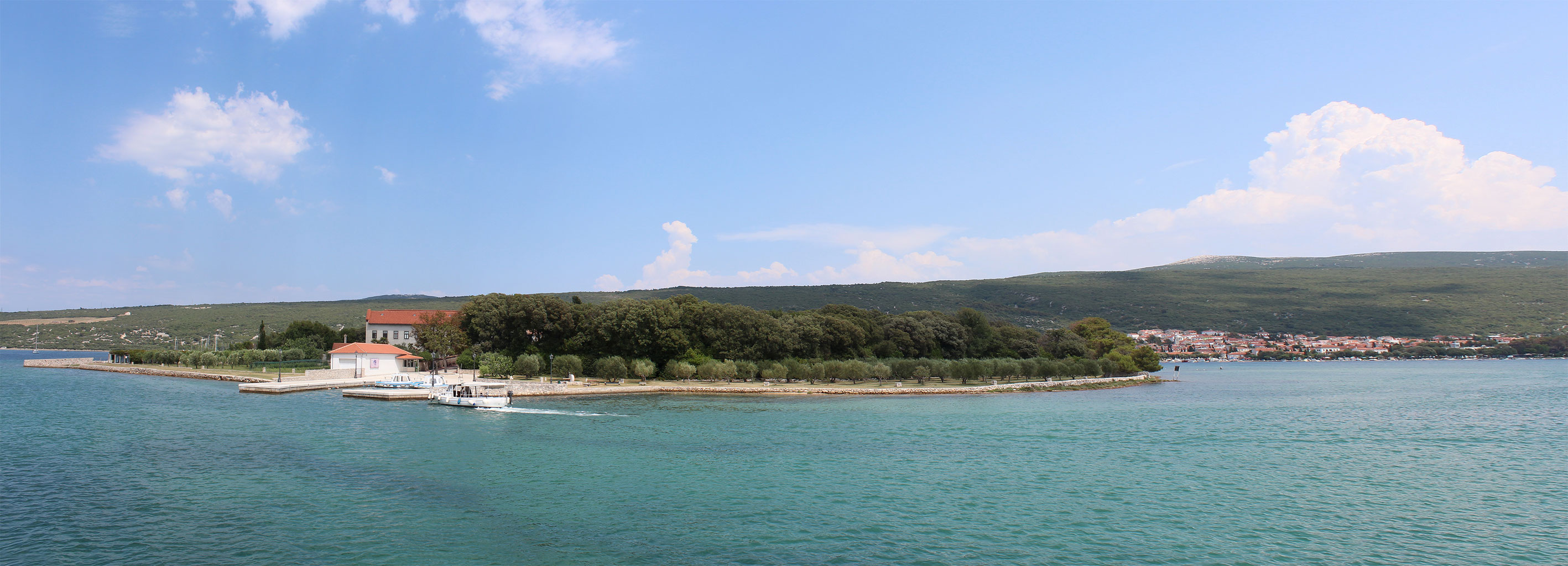
Панорама острова і монастиря

У XII столітті на острові було засновано бенедиктинське абатство, ченці якого служили за глаголичним обрядом. Сучасна церква монастиря побудована на фундаменті бенедиктинської церкви XII століття. До XV століття абатство стало занедбаним, тому, за ініціативою власників острова, графів Мартіна та Івана Франкопанів, Папа Римський Миколай V у 1447 році передав його громаді францисканців.
Францисканці відновили і перебудували будови абатства. Вибудувана ними монастирська церква була освячена в ім'я Благовіщення Пресвятої Богородиці. Будівлі монастиря не перебудовувалися з XVI століття, що дозволило обителі зберегти автентичний середньовічний вигляд.

## Сучасний стан

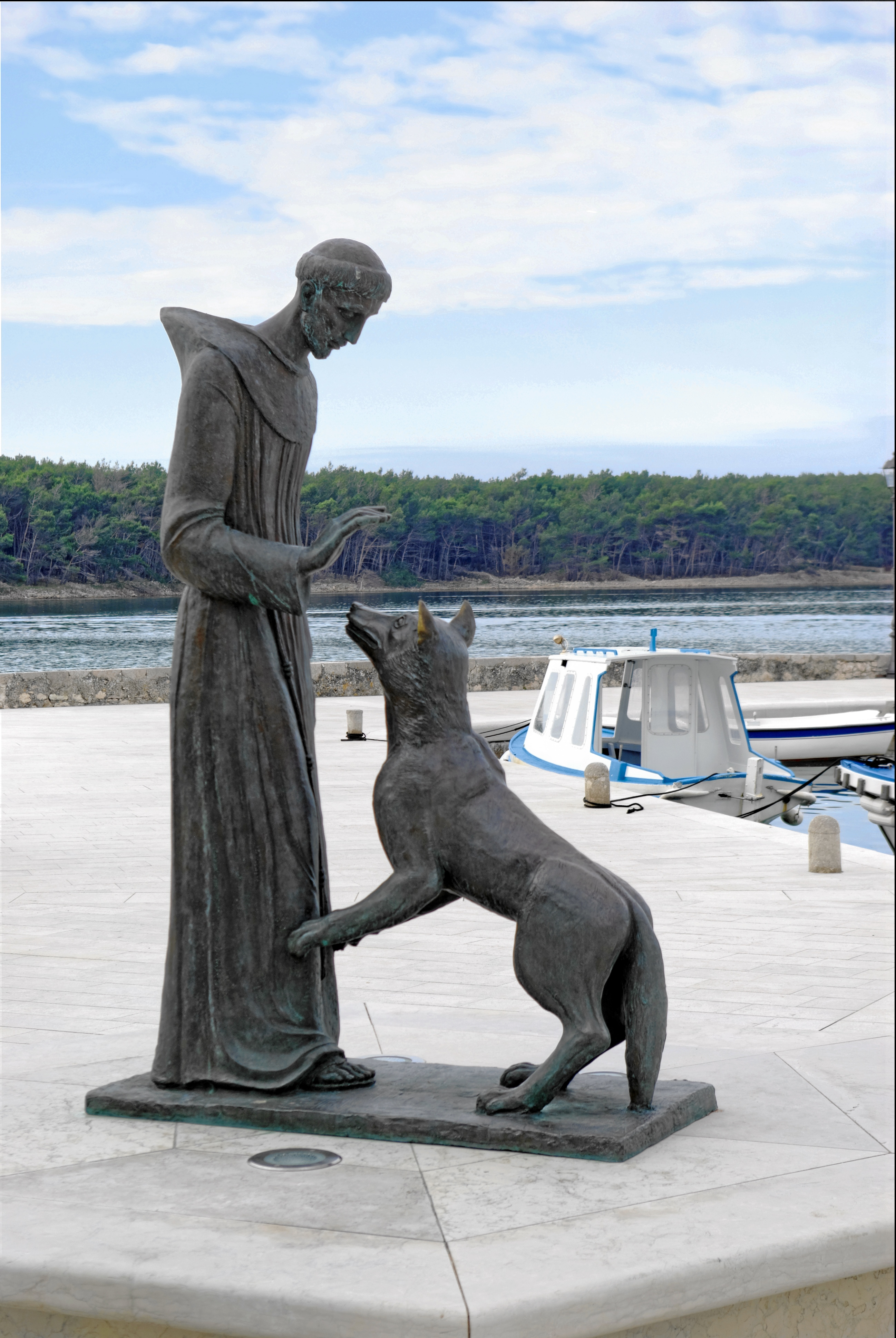
Св. Франциск і вовк

Головною монастирською пам'яткою є добре збережена церква другої половини XV століття. В інтер'єрі виділяється головний вівтар, прикрашений поліптихом авторства Джироламо да Сантакроче. Над вівтарем займає всю вівтарну стіну фреска «Рай, чистилище і пекло» (автор Франческо Угетт, 1653 рік). Шість бічних вівтарів містять образи св. Франциска й інших п'ятьох святих францисканського ордена. Старовинний орган не зберігся, сучасний виготовлено у 1908 році в Любляні.

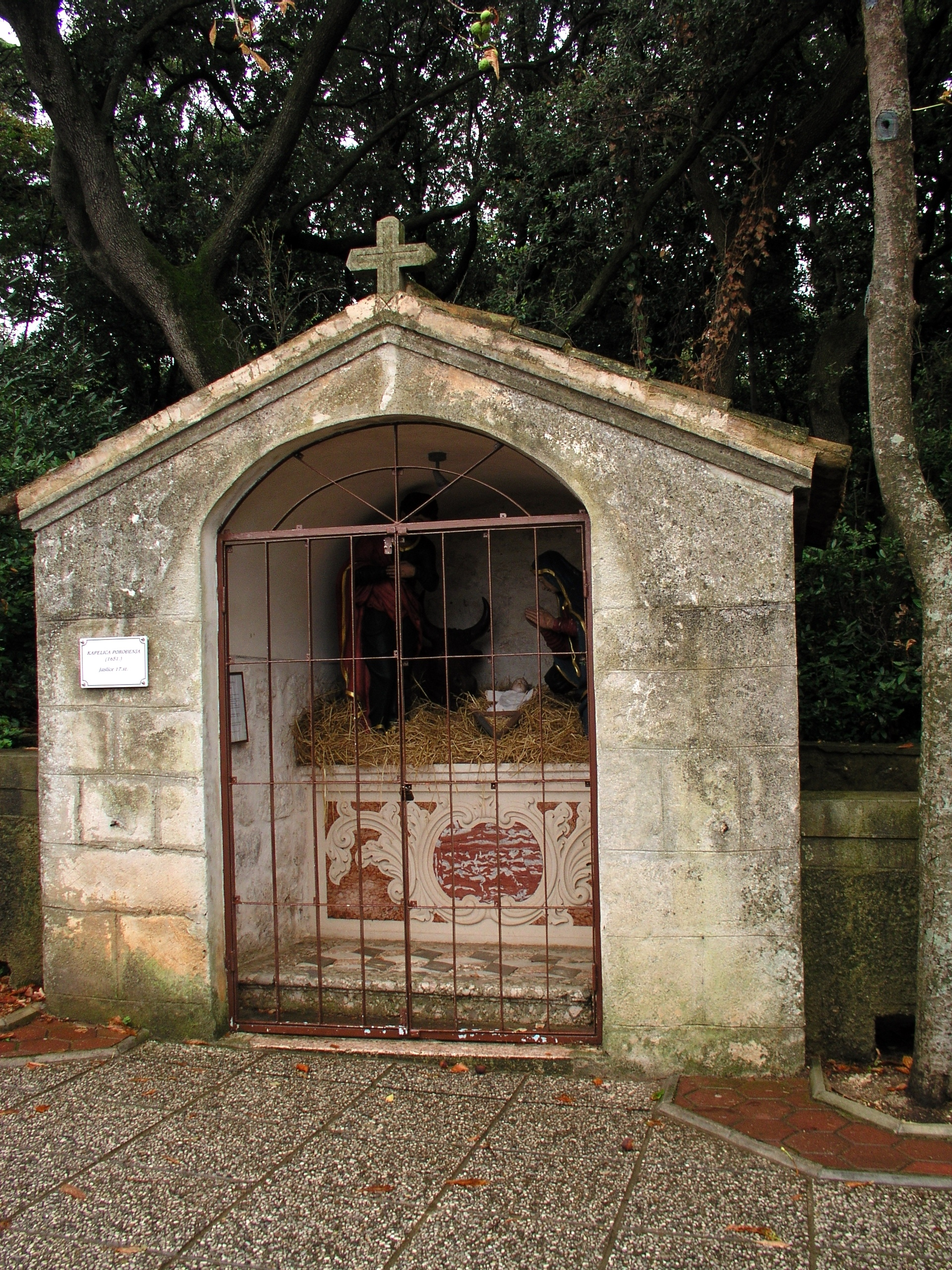
Каплиця Різдва

На острові знаходяться три старовинні невеликі каплиці: каплиця Різдва, вперше згадана в 1651 році; каплиця Святого Хреста (1589) і каплиця Святого Франциска (1654). У каплиці Святого Хреста зберігається старовинне розп'яття, яке віруючими вважається чудотворним.
Велику історичну та культурну цінність являє собою монастирська бібліотека, яка налічує понад 30 000 книг, серед яких старовинні інкунабули, атласи XVI століття і книги глаголицею. При монастирі функціонують три невеликих музеї: археологічний, етнографічний і музей релігійного мистецтва.
Кошлюнський монастир — діючий францисканський монастир, відкритий для відвідування туристами. Територія оточена парком. На острові є причал, де зупиняються туристичні човни, які перевозять відвідувачів з Пуната. Поруч із причалом на морському березі встановлений пам'ятник «Св. Франциск і вовк», який ілюструє переказ про приборкання вовка св. Франциском Ассізьким.